# Panjabe (distrito)
Distrito de Panjabe (em dari: ولسوالی پنجاب) está localizado na parte central de província de Bamiã, Afeganistão. A capital é a cidade de Panjabe. Panjabe contém cinco vales (Darai Sia. Darai Nargis, Darai Mahretuspus, Darai Ghurguri e Darai Taquab-Barg), a água que atravessa os cinco vales se encontram no centro do distrito. Sua população é inteiramente hazara.
Aos 2.700 metros acima do nível do mar tem a maior altitude na província, a cidade de Panjabe está  localizada 298 km da capital Cabul - no entanto, é difícil turismo especialmente no inverno - a viagem leva 14 horas. Dois partidos rivais, Pazdar e Hezb-e-Wahdat, dominam o distrito e dividiram o distrito entre eles.